# Valerio Vermiglio
Valerio Vermiglio (Messina, 1º marzo 1976) è un pallavolista italiano.
Gioca nel ruolo di palleggiatore nel Gruppo Media.

## Carriera
La carriera di Valerio Vermiglio inizia nel 1986 nelle giovanili dell'Associazione Sportiva Zanclon di Messina; nel 1993 passa al Sisley Volley di Treviso, giocando sempre per la squadra giovanile, per poi essere promosso in prima squadra, con cui debutta in Serie A1, nella stagione 1994-95: in tre annate vince una Supercoppa europea, la Coppa dei Campioni 1994-95 e il campionato 1995-96; nel 1997 esordisce in nazionale vincendo la medaglia d'argento alle Universiadi.
Viene ceduto nella stagione 1997-98 all'Indomita Salerno, in Serie A2, mentre nella stagione successiva passa alla Pallavolo Falconara in Serie A1: nel 1999, con la nazionale, vince la medaglia d'oro alla World League.
Nell'annata 1999-00 veste la maglia del Sempre Volley di Padova, mentre in quella successiva è alla Pallavolo Parma con cui disputa due campionati: nella stagione 2002-03 ritorna al club di Treviso, con cui inizia un sodalizio di cinque stagioni che lo portano a vincere quattro scudetti, due Coppe Italia, tre Supercoppe italiane, la Coppa CEV 2002-03 e la Champions League 2005-06; con la nazionale vince due medaglie d'oro nell'edizione 2003 e 2005 del campionato europeo, una medaglia d'argento ai Giochi della XXVIII Olimpiade, alla Coppa del Mondo 2003 e alla World League 2004 e una medaglia di bronzo alla Grand Champions Cup 2005: nel 2007 si ritira dalla nazionale.
Nella stagione 2007-08 viene ingaggiato dall'Associazione Sportiva Volley Lube di Macerata, con cui si aggiudica due Coppe Italia, una Supercoppa e la Challenge Cup 2010-11. Nell'annata 2011-12 si trasferisce in Russia, nel Volejbol'nyj klub Zenit-Kazan', club nel quale milita per due stagioni, vincendo due Supercoppe russe, Champions League 2011-12 ed uno scudetto, mentre per il campionato 2013-14 è al Volejbol'nyj klub Fakel di Novyj Urengoj.
Nella stagione 2014-15 torna in Italia con la Pallavolo Piacenza: tuttavia ad annata in corso si trasferisce all'Urmia, militante nella Super League iraniana, categoria dove rimane anche nella stagione successiva, passando però al Paykan Teheran Volleyball Club.
Per il campionato 2016-17 veste la maglia dell'UPCN Vóley Club di San Juan, nella Liga Argentina de Voleibol, tuttavia lascia il club a metà stagione per far ritorno in Italia, in Serie A2, con la Volley Lupi Santa Croce: al termine del campionato annuncia il suo ritiro dall'attività agonistica. Ritorna però sui suoi passi e nel campionato 2018-19 si accasa alla Volo International di Palermo, nel campionato di Serie B. Nel campionato seguente è invece impegnato nella Serie C siciliana col Gruppo Media.

## Palmarès

### Club
- Campionato italiano: 5

1995-96, 2002-03, 2003-04, 2004-05, 2006-07
- Campionato russo: 1

2011-12
- Coppa Italia: 5

2003-04, 2004-05, 2006-07, 2007-08, 2008-09
- Supercoppa italiana: 4

2003, 2004, 2005, 2008
- Supercoppa russa: 2

2011, 2012
- Coppa dei Campioni/Champions League: 3

1994-95, 2005-06, 2011-12
- Coppa CEV/Challenge Cup: 2

2002-03, 2010-11
- Supercoppa europea: 1

1994

### Nazionale (competizioni minori)
- Universiade 1997

### Premi individuali
- 2003 - Supercoppa italiana: MVP
- 2004 - Coppa Italia: MVP
- 2006 - Champions League: Miglior palleggiatore
- 2008 - Coppa Italia: MVP
- 2012 - Champions League: Miglior palleggiatore